# Bryaxis

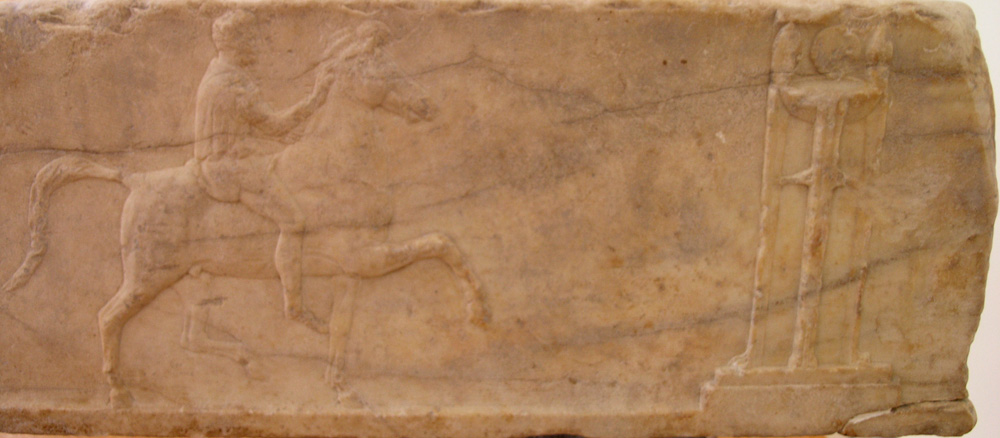
Bas-reliëf, gesigneerd door Bryaxis

Bryaxis was een Atheens beeldhouwer uit de 4e eeuw v.Chr., misschien van Carische afkomst.
Na 352 v.Chr. werkte hij mee aan de versiering van het Mausoleum van Halicarnassus. Zijn beroemdste werk, een beeld van Pluto op zijn troon, was gemaakt voor een heiligdom te Sinope, vanwaar het in het begin van de 2e eeuw v.Chr. naar Alexandrië overgebracht en sindsdien tot Serapis herdoopt werd. Er bestaan talrijke kopieën van dit beeld. 
Een door Bryaxis gesigneerd voetstuk, met bas-reliëfs versierd, bevindt zich thans in het Nationaal Archeologisch Museum van Athene.
- Gemeinsame Normdatei: 1140025899
- Union List of Artist Names: 500123660
- Virtual International Authority File: 96594354